# Andre Tippett
Andre Bernard Tippett (Birmingham, Alabama, 27 de diciembre de 1959), más conocido como Andre Tippett, es un exjugador profesional estadounidense de fútbol americano que se desempeñó en la posición de linebacker en la National Football League (NFL). Es miembro del Salón de la Fama del Fútbol Americano Profesional.

## Carrera
Tippett jugó como profesional once temporadas en New England Patriots (1982-1988, 1990-1993), equipo en el que se retiró.

## Reconocimiento
El 2 de agosto de 2008, ingresó como miembro al Salón de la Fama del Fútbol Americano Profesional.